# فيليس جورج
فيليس جورج (بالإنجليزية: Phyllis George)‏ هي سيدة أعمال ومتسابقة ملكة الجمال وعارضة ومعلقة رياضية وممثلة أمريكية، ولدت في 25 يونيو 1949 في الولايات المتحدة. من الجوائز التي نالتها ملكة جمال أمريكا.

## أعمال

### أفلام
- (2000) قابل الوالدين[8][9]

## جوائز
- ملكة جمال أمريكا

## وصلات خارجية
- فيليس جورج على موقع IMDb (الإنجليزية)
- فيليس جورج على موقع ألو سيني (الفرنسية)
- فيليس جورج على موقع أول موفي (الإنجليزية)
- فيليس جورج على موقع قاعدة بيانات الأفلام السويدية (السويدية)
- فيليس جورج على موقع إن إن دي بي (الإنجليزية)
- فيليس جورج على موقع قاعدة بيانات الفيلم (الإنجليزية)
- فيليس جورج على موقع كينوبويسك (الروسية)